# La madre (Brecht)
La madre. Vita della rivoluzionaria Pelageja Nilvona Vlasova di Tver (Die Mutter. Leben der Revolutionärin Pelagea Wlassowa aus Twer) è un'opera teatrale del drammaturgo tedesco Bertolt Brecht, portata al debutto a Berlino nel 1932. Il dramma è l'adattamento teatrale dell'omonimo romanzo di Maksim Gor'kij.

## Trama
Pelageja Nilvona Vlasova cambia radicalmente modo di pensare dopo la morte del marito, il fabbro Vlasov. Ciò avviene grazie al figlio Pavel, che ospita in casa riunioni politiche con altri operai socialisti. Quando i giovani vengono arrestati, Pelageja comincia a diffondere il messaggio del figlio, ma dopo essere scoperta dai militari rimane uccisa nello scontro che ne segue.

## La prima
Die Mutter esordì al Komödienhaus am Schiffbauerdamm di Berlino con Helene Weigel ed Ernst Busch nei ruoli dei protagonisti. Hanns Eisler, Slatan Dudow e Günther Weisenborn scrissero le dieci canzoni cantate nel corso dell'opera.